# Фестивал гуслара Републике Српске
Фестивал гуслара Републике Српске је међународни музички фестивал у Републици Српсој која има за циљ популаризацију музичке умјетности, и то гусларске, а одржава се наизмјеничмо у неколико градова Републике Српске сваке године током мјесеца априлу.

## Историјат
Фестивал гуслара Републике Српске је основан 1993. године од стране Савеза гуслара Републике Српске. Концепт овог фестивала је едукативног и такмичарског типа на којем учествују гуслари из цијеле Републике Српске и Србије и Црне Горе. Фестивал траје два дана.
Фестивал је организован тако што такмичење садржи неколико фаза. Једна од њих је аудиција. У тој фажи врши се селекција гуслара. Они гуслари који прођу фазу аудиција наступају у полуфиналу, а најбољи у полуфиналу се боре у финалу за титтулу најбољег гуслара фестивала.
До сада фестивали су организовани у Бањалуци, Фочи, Невесењу, Гацку, Требињу.

## фестивал 2017
Године 2017. обиљежен је 24. по реду Фестивал гуслара Републике Српске. Одржан је у Фочи у периоду од 3. до 4. априла. Организатор је као и увијек Гусларско друшво Републике Српске у сарадњи са Гусларским друштвом „Херцег Шћепан” из Фоче.
На фестивалу су се такмичила 68 гуслара из 17 гуларских друштава Републике Српске. Како правила налажу гуслари су и овај пут преко аудиција, полуфинала и финала борили за титулу најбљег гуслара за 2017. годину. У фази аудиције је елиминисисано 28 гуслара, док су се у полуфиналу борили 40 гуслара. У овогодишњем финалу за најбољег гуслара се окушало 20 гуслара.
Гуслари из свих крајева Српске, од Бањалуке, преко Бијељине до Требиња, у полуфиналу су, како то пропозиције такмичења налажу, пјевали старе пјесме из збирке Вука Караџића, док су у финалу дозвољене и пјесме новијег датума.
Одлука о избору најбољег гуслара припала је стручном жирију који су га сачињавали искусни гуслари и професори Богословије, предсједава професор Цетињске богословије Будимир Алексић.